# François Perrier

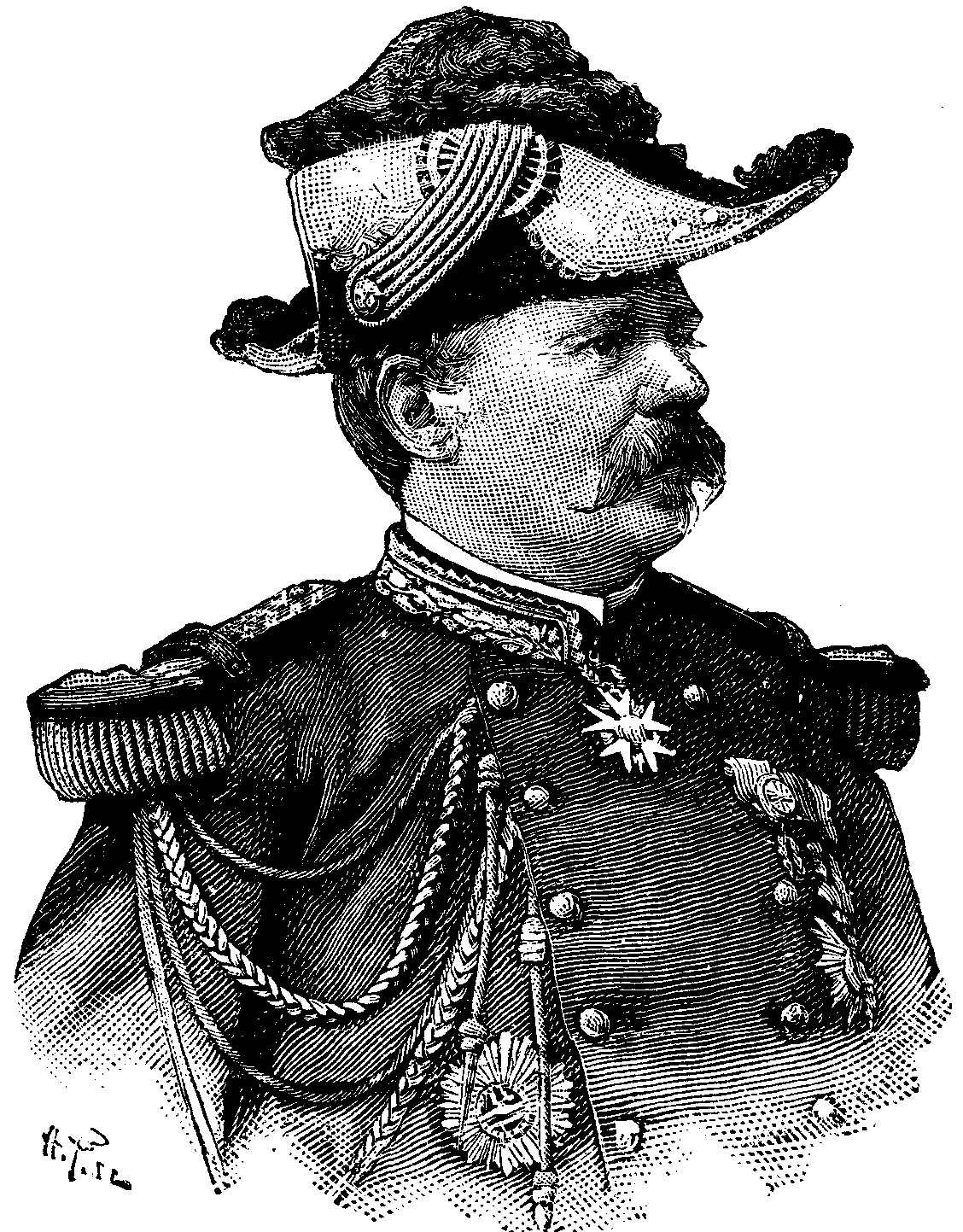
Generaal Perrier

François Perrier (Valleraugue, 18 april 1835 - Montpellier, 20 februari 1888) was een Franse generaal en aardrijkskundige. Hij was hoofd landmeter van het Franse leger en mat met driehoeksmeting Frankrijk, Engeland, Corsica, Griekenland, Turkije en Algerije op. Hij bestudeerde ook de Venusovergang. Hij is een van de 72 Fransen wier namen in reliëf op de Eiffeltoren zijn aangebracht.